# Georg August von Görner
Georg August von Görner (* 1645; † 1715) wurde als Advokat der Rats- und Kanzlei Breslau von Kaiser Leopold I. bestätigt. Er bekleidete die gehobene Position in der Kanzlei für die Obliegenheiten des Kaisers in Ober- und Niederschlesien. Die Kanzlei war im Breslauer Rathaus administrativ eingebunden. Der Familienzweig wird nach zeitgenössischen Angaben auch „Gor“ genannt, weil ihre frühe Stammburg Guhrau war. Sie sind mit der schlesischen Familie von Stosch verwandt, es ist der Zapplauer Zweig der Familie von Stosch.

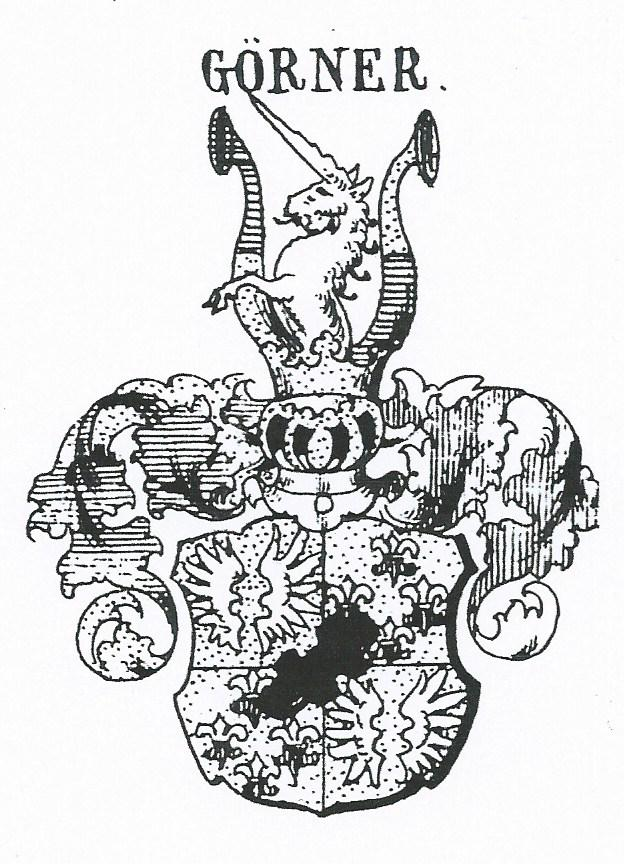
von Görner, Siebmacher 6. Bd. 8 Abt. Tafel 27

 Anno 1505 wurden die Ehrbaren und Festen George, Kaspar und Wentzel „ungesonderte“ Brüder, die Görner genannt. Sie saßen auf Neudorff im Steinauischen Weichbild.

## Leben
Georg August Görner war bürgerlich, studierte Philosophie und Jura. Sein Vater Andreas Görner († 1667) war Fürstlich-Sächsisch Merseburger Amtsverwalter in Finsterwalde in der Lausitz. Seine Mutter war adligen und ritterlichen Geschlechts, eine Dehm Sara von Schönfeld aus dem Markgrafentum Meißen. Die väterliche Ehe brachte drei Söhne Georg August, Georg Friedrich, Johann Ernst und Schwester Maria Elisabeth hervor. Georg August der erstgeborene Sohn heiratete 1678 in Dresden eine Bürgerliche. 1679 zog er nach Breslau und wurde dort Kanzler des fürstlichen Stifts zu Clara und geschworener königlicher Oberamtsadvokat im Herzogtum Ober- und Niederschlesien. Konvertierte nach der Heirat zum katholischen Glauben und wurde am 18. Juli 1697 mit dem Prädikat „von Görner“, von Kaiser Leopold I. in Wien geadelt. Vom 5. November 1687 bis 29. Januar 1700 besaß er die Güter Ober-Romolkwitz und Vaudiß, die Kaufsumme betrug zwölftausend schlesische Taler. Sein einziger Sohn auch Georg August genannt starb vor ihm.
Sein Bruder, Friedrich Georg starb 1676 in Schonen als Fähnleinführer des dänischen Regiments Prinz Christian zu Dänemark u. Norwegen im Krieg gegen Schweden. Bruder Johann Ernst, der in Breslau Philosophie studierte, erlag in einem Feldzug gegen Ungarn 1686 einem hitzigen Fieber. Die Güter Zinnitz und Berlichnichen / Berlinichen bekam er vom Kaiser übertragen, sie gehörten auch seinen Brüdern. Die Güter wurden 1684 an den Dompropst von Rohr verkauft.

## Güter

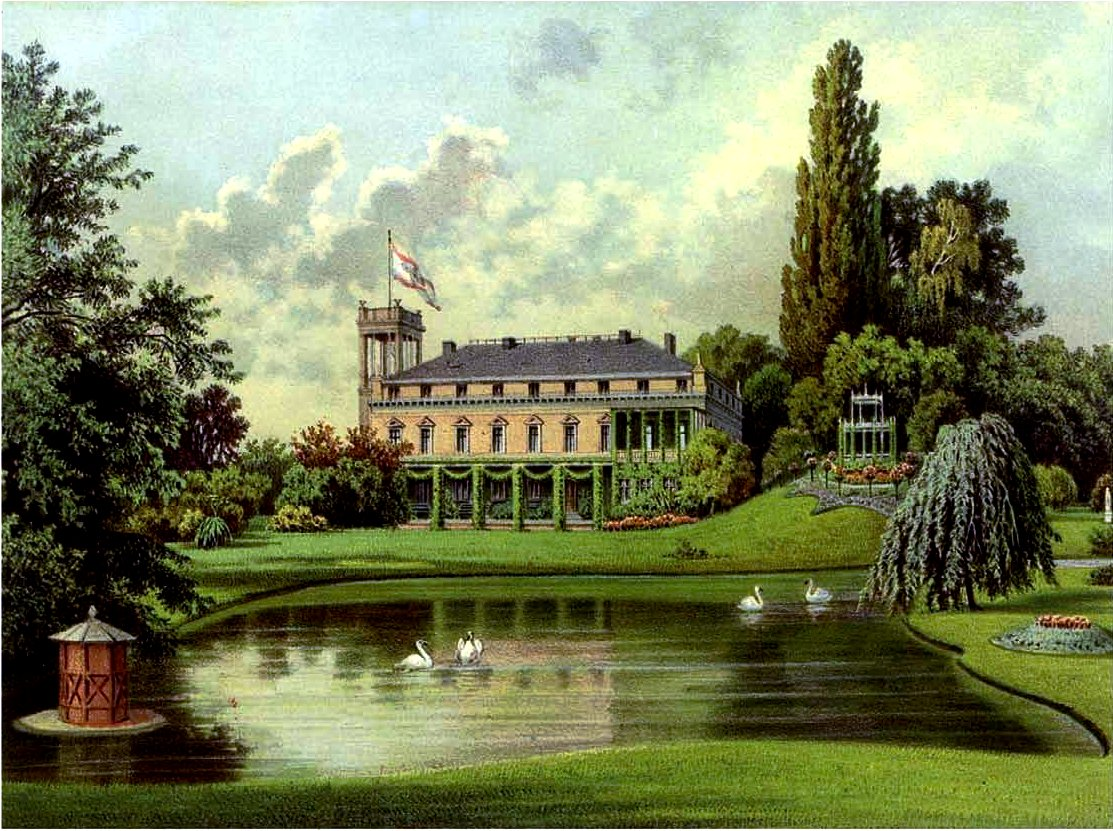
Gutsschloss Zinnitz

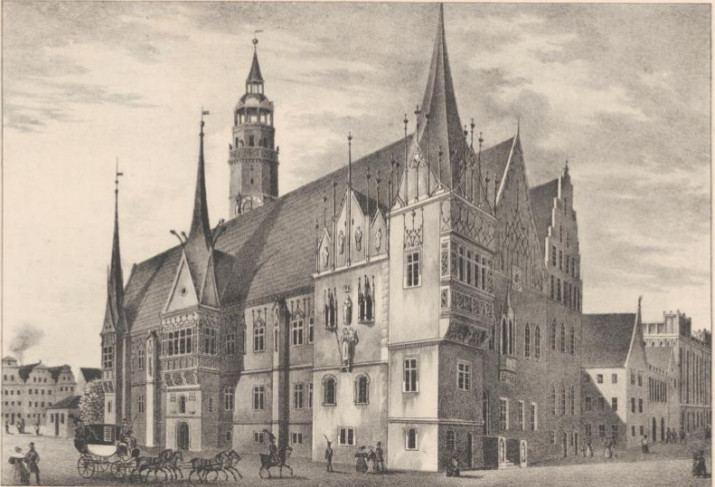
Breslauer Rathaus mit Ratskanzlei für Schlesien

- Zinnitz bei Calau / NiederlausitzGutsschloss Zinnitz
- Berlichnichen[5]Breslauer Rathaus mit Ratskanzlei für Schlesien

## Wappen
Aus Siebmacher’s  Wappenbuch.
Görner
Böhmischer Adelsstand am 18. Juli 1697 nebst Wappenvermehrung und Wappenbesserung für Georg August Görner, kaiserlicher königlicher Oberfiscal im Herzogtum Ober- und Nieder-Schlesien.
Wappen: 1697. Ganz goldener quadrierter Schild, mit einem über die Kreuzung schräg links zweimal oben und unten abgeschnittenen und beidseitig zweimal geasteten Stamm. 1 u. 4 offener Flug; 2 u. 3 vier (1, 2, 1) von Silber und Rot geteilte Lilien. Kleinod: Aus der Krone wachsendes silbernes Einhorn zwischen zwei von Blau und Gold verwechselt geteilten Hörnern. Decken: blau-golden und rot-silbern (ex cop. Diplom).
Der geastete Stamm wurde als Allianzsymbol für die Einheiratung ins Haus von Schönfeld als Wappenbesserung hinzugefügt. Hier liegt eine Wappengestaltung mit einer Doppelvergabe derselben Darstellung aus Wien vor, nur ohne den "von Schönfeld" geasteten Stamm. Das Vergleichswappen der Gerner von Lilienstein ist nur ohne Stamm, 33 Jahre zuvor vergeben worden.